# Syrrhaptes
Syrrhaptes is een geslacht van vogels uit de familie van de zandhoenders (Pteroclididae). De wetenschappelijke naam van het geslacht is voor het eerst geldig gepubliceerd in 1811 door Illiger.

## Soorten
De volgende soorten zijn bij het geslacht ingedeeld:
- Syrrhaptes paradoxus – Steppehoen
- Syrrhaptes tibetanus – Tibetaans steppehoen